# Hieracium argutum
Hieracium argutum ist eine Art aus der Familie der Korbblütler (Asteraceae). Sie ist in Kalifornien heimisch.

## Beschreibung
Hieracium argutum ist eine krautige Pflanze, die Wuchshöhen von 30 bis 60 Zentimetern erreicht. Die aufrechten Stängel sind meist kahl, können gelegentlich aber auch mit feinen und rauen, sternförmigen Haaren besetzt sein, welche zwischen 1 und 5 Millimeter lang werden. Die Stängelbasis ist entweder kahl oder sternförmig behaart.
An der Stängelbasis befinden sich sieben bis zwölf, gelegentlich auch mehr oder auch keine grundständigen Laubblätter, während vom Stängel ein bis acht Laubblätter abzweigen. Die Blattspreite ist bei einer Länge von 6 bis 20 Zentimeter sowie einer Breite von 0,8 bis 4,5 Zentimeter verkehrt-lanzettlich über spatelartig bis lanzettlich-linealisch geformt. Die Spreitenbasis ist keilförmig, während die Spreitenspitze spitz zuläuft und die Spreitenränder meist fein gezähnt sind. Sowohl die Ober- als auch die Unterseite der Blätter sind mit 1 bis 5 Millimeter langen, feinen rauen Haare besetzt.
Die Blütezeit erstreckt sich von Juni bis Oktober. Die Gesamtblütenstände bestehen aus zwölf bis vierzig rispenartig angeordneten, körbchenförmigen Teilblütenständen. Der Blütenstandsschaft ist meist mit sternförmigen Haaren besetzt, gelegentlich aber auch drüsig behaart. Das mehr oder weniger glocken- bis verkehrt kegelförmige Involucrum wird 0,7 bis 0,9 Zentimeter lang und zwischen 0,5 und 0,6 Zentimeter breit. Es enthält 13 bis 21 an der Unterseite behaarte, seltener kahle Hüllblätter. Die Blütenkörbchen enthalten 15 bis 30 gelbe Zungenblüten, welche 0,8 bis 1 Zentimeter lang werden. Die schwarzen Achänen sind bei einer Länge von 2,5 bis 4 Millimetern säulenförmig. Sie haben einen Pappus, welcher sich aus 40 bis 60 weißen Borstenhaaren zusammensetzt.
Die Chromosomenzahl beträgt 2n = 18.

## Vorkommen
Das natürliche Verbreitungsgebiet von Hieracium argutum liegt in Nordamerika. Es umfasst dort die östlichen und westlichen Gebirgsregionen Kaliforniens.
Hieracium argutum gedeiht in Höhenlagen von 300 bis 3000 Metern. Die Art wächst in Kiefern- sowie in Eichen-Kiefernmischwäldern.

## Systematik
Die Erstbeschreibung als Hieracium argutum erfolgte 1841 durch Thomas Nuttall in Transactions of the American Philosophical Society, new series, Band 7, Seite 447.